# Rinconadas del Bosque
Rinconadas del Bosque är en ort i Mexiko.   Den ligger i kommunen Moroleón och delstaten Guanajuato, i den centrala delen av landet, 230 km väster om huvudstaden Mexico City. Rinconadas del Bosque ligger 1 892 meter över havet och antalet invånare är 1 044.
Terrängen runt Rinconadas del Bosque är varierad. Runt Rinconadas del Bosque är det tätbefolkat, med 308 invånare per kvadratkilometer. Närmaste större samhälle är Moroleón, 4,5 km norr om Rinconadas del Bosque. I omgivningarna runt Rinconadas del Bosque växer huvudsakligen savannskog.